# Франсиско де ла Куэва и Мендоса
Франсиско де ле Куэва и Мендоса (исп. Francisco I Fernández de la Cueva y Mendoza; 25 августа 1467 — 4 июня 1526) — испанский аристократ, 2-й герцог Альбуркерке (1492—1526). Кавалер Ордена Золотого руна.

## Биография
Старший сын Бельтрана де ла Куэва (1443—1492), 1-го герцога Альбуркерке (1464—1492), и Менсии Уртадо де Мендоса и Луна.
Вместе с отцом Франсиско участвовал в войне королевы Изабеллы Кастильской и короля Фердинанда Арагонского против Гранадского эмирата (1482—1492).
В ноябре 1492 года после своего отца Франсиско де ла Куэва и Мендоса унаследовал титул и владения герцога Альбуркерке. Также носил титулы графа Уэльма, сеньора де Куэльяр, Ледесма, Альбуркерке и Момбельтран.

## Семья и дети
В 1476 году женился на Франсиске Альварес де Толедо, дочери Гарсии Альвареса де Толедо (ок. 1424—1488), 1-го герцога Альба (1472—1488), и Марии Энрикес де Киньонес и Толедо. Их дети:
- Бельтран II де ла Куэва и Толедо (1478—1560), 3-й герцог Альбуркерке (1526—1560), вице-король Арагона (1535—1539) и Наварры (1552—1560)
- Фадрике де ла Куэва и Толедо
- Луис де ла Куэва и Толедо, капитан и кавалер Ордена Сантьяго, женат на Хуанне Колон де Толедо, дочери Диего Колумба и внучке Христофора Колумба
- Бартоломео де ла Куэва и Толедо (1499—1562), кардинал, вице-король Неаполя (1558—1559)
- Педро де ла Куэва и Толедо
- Диего де ла Куэва и Толедо (ум. 1551)
- Менсия де ла Куэва и Толедо, муж — Педро Фахардо и Чакон (1478—1542), 1-й маркиз де лос Велес (1507—1542)
- Тереза де ла Куэва и Толедо, муж — Фернандо де Кабрера и Бобадилья, 1-й граф де Чинчон (1520—1521)
- Мария де ла Куэва и Толедо, муж — Хуан Тельес-Хирон (1494—1558), 1-й граф Уренья (1531—1558)

Также имел внебрачную дочь, мать которой неизвестна:
- Анна де ла Куэва и Толедо, стала женой своего дяди Иньиго де ле Куэва (ум. 1547) и основала монастырь Санта-Клара в Куэльяре.